# Tökéletes hang 3.
A Tökéletes hang 3. (eredeti cím: Pitch Perfect 3) 2017-ben bemutatott amerikai zenés filmvígjáték. Kay Cannon és Mike White forgatókönyvéből Trish Sie rendezte. A főbb szerepekben Anna Kendrick, Rebel Wilson, Hailee Steinfeld, Brittany Snow és Anna Camp látható.
Az Amerikai Egyesült Államokban 2017. december 22-én jelent meg a Universal Pictures forgalmazásában. Magyarországon 2017. december 28-án mutatták be a mozikban.

## Cselekmény
Három évvel a második film eseményei után az eredeti Belles tagjai már mind lediplomáztak a Barden Egyetemen, de utálják a munkahelyüket. Beca és Amy – akik időközben szakítottak Jesse-vel és Bumperrel – együtt laknak New Yorkban Chloe-val.
Emily, aki most végzős és a jelenlegi Bellas vezetője, meghívja őket egy eseményre azzal a hittel, hogy fellépnek, ám kiderül, hogy csak vendégek. Csalódottan egy bárban találkoznak újra, és elmondják, mennyire hiányzik nekik a közös zenélés. Aubrey rábeszéli a csapatot, hogy csatlakozzanak egy USO turnéhoz, melynek fő fellépője DJ Khaled, abban reménykedve, hogy végre az apja is látni fogja őt színpadon. Mivel Stacie nyolc hónapos terhes és nem tud turnézni, Emily veszi át a helyét. A Bellas egy spanyolországi katonai bázison szállnak le, ahol a kapcsolatartó katonák, Chicago és Zeke fogadják őket. Megismerkednek a turné többi három zenekarával is, akik hangszerekkel zenélnek, ami miatt a Bellas tagjai kívülállónak érzik magukat. Chloe elkezd vonzódni Chicagóhoz.
Amy megtudja, hogy Fergus, az elhidegült apja (aki egyben könyörtelen nemzetközi bűnöző is), rátalált a szállodájukban. A Bellas tagjait meghívják DJ Khaled lakosztályába egy partira, ahol Beca barátságot köt Khaled zenei producerével, Theóval, aki lenyűgözve figyeli, ahogy Beca könnyedén készít egy mixet saját énekhangjából Khaled vágóeszközeivel.
Nem sokkal később Aubrey véletlenül tüzet okoz, ami káoszba taszítja a partit. Közben Amy titokban elmegy egy pókerpartira, ami valójában Fergus csapdája, hogy visszakerüljön lánya életébe. Amy hisz neki, és elhiszi, hogy megváltozott, így beleegyezik. Miközben a Bellas tagjai épp a DJ Khaled-parti elrontását próbálják kiheverni, Stacie felhívja őket, és elmondja, hogy megszületett a kislánya, akit Bellának nevezett el. A hír új lendületet ad a csapatnak, és a fellépéseik nagy sikert aratnak a katonák körében.
Fergus és Amy kapcsolata lassan rendeződni látszik, mígnem Fergus elszólja magát, hogy valójában csak Amy anyja által létrehozott 190 millió dolláros offshore számlát akarja megszerezni. Amy ezután megszakítja vele a kapcsolatot. Eközben DJ Khaled felkéri Becát, hogy lépjen fel nála szólóban, a Bellas nélkül. Beca visszautasítja az ajánlatot, visszatér a szobájába, és nem mondja el a többieknek, hogy megkeresték.
A Bellas tagjait (Beca és Amy kivételével) Fergus elraboltatja, és a jachtjára viszi, hogy zsarolni tudja Amyt. Amikor Beca és Amy értesülnek az emberrablásról, titokban felszállnak a hajóra. Beca eltereli Fergus figyelmét a Bellas „Toxic” című dalának előadásával, miközben Amy bombát helyez el és felrobbantja. A Bellas tagjai sikeresen elmenekülnek a jachtról, Fergus pedig később letartóztatásra kerül. Miután a katonák megmentik őket, Amy elmondja a többieknek, hogy DJ Khaled felkérte Becát szóló fellépésre. A csapat biztatja, hogy éljen a lehetőséggel, és elfogadják, hogy mindannyiuknak ideje továbblépni. Tudják, hogy mindig összetartoznak majd, mint egy család.
A záró USO-fellépésen Beca DJ Khaled előzenekaraként lép fel, majd a színpadra hívja a Bellast, hogy együtt adják elő utolsó számukat, a „Freedom! '90”-et. Gail és John, akik korábban közvetítették a Bellas versenyeit, dokumentumfilmet forgattak róluk, de megdöbbennek, amikor rájönnek, hogy nem vették fel az utolsó fellépést.
A Bellas tagjai élete ezután pozitív irányt vesz: Amy a pénzét Amy nevű énekesek tiszteletére használja fel; Aubrey szülésfelkészítőként dolgozik; Flo juice-üzlete nemzetközi márkává válik; Chloe állatorvosi egyetemre kerül; Cynthia-Rose belép az USAF repülőképző iskolájába; Emily visszatér a Bardeni Egyetemre dalszerzőként; Lilly elárulja, hogy azért volt mindig csendben, mert megszállta a Sátán, de a robbanás „meggyógyította”, és valójában Esthernek hívják és kapcsolatot kezd DJ Dragon Nutz-cel; Aubrey újra felveszi a kapcsolatot az apjával; Chloe és Chicago egy pár lesz; Beca pedig immár Theo főnöke.

## Szereplők
| Szereplő                           | Színész              | Magyar hang            | Leírás |
| ---------------------------------- | -------------------- | ---------------------- | --- |
| Beca Mitchell                      | Anna Kendrick        | Czető Zsanett          | A Barden Bellas egykori vezetője és öregdiákja, aki producerként dolgozik, de kreatív nézeteltérések miatt felmond, mielőtt csatlakozik a turnéhoz.                                       |
| Patricia "kövér Amy" Hobart        | Rebel Wilson         | Köves Dóra             | A Barden Bellas túlzottan magabiztos, komikus öregdiákja Ausztráliából. A turnéhoz való csatlakozása előtt egy egyszemélyes műsort adott elő „Kövér Amy Winehouse]” címmel.               |
| Emily Junk                         | Hailee Steinfeld     | Csifó Dorina           | A Barden Egyetem végzős hallgatója és az új Barden Bellas jelenlegi vezetője, aki csatlakozik volt osztálytársaihoz a turnéra.                                                            |
| Chloe Beale                        | Brittany Snow        | Bogdányi Titanilla     | A Barden Bellas öregdiákja és egykori társkapitánya, aki vágyakozik a Bellassal töltött dicsőséges idők után. Állatorvosi egyetemre jelentkezett, mielőtt csatlakozott a turnéhoz.        |
| Aubrey Posen                       | Anna Camp            | Vadász Bea             | A Barden Bellas öregdiákja, aki a Lodge of Fallen Leaves-nél dolgozott. Apja révén a Bellast meghívták az USO turnéra.                                                                    |
| Fergus Hobart                      | John Lithgow         | Barbinek Péter         | Amy eltávolodott, bűnöző apja |
| DJ Khaled                          | DJ Khaled            | Potocsny Andor         | Amerikai lemezlovas. |
| Lilly Onakuramara / Esther         | Hana Mae Lee         | Dögei Éva              | A Barden Bellas öregdiákja, aki jellegzetesen halk hangjáról és furcsa megjegyzéseiről ismert. A turnéhoz való csatlakozás előtt szabóként dolgozott.                                     |
| Cynthia Rose Adams                 | Ester Dean           | Sági Tímea             | Kemény, fiús Barden Bellas öregdiákja, aki megbukott a repülősiskola szimulációján, mielőtt csatlakozott a turnéhoz.                                                                      |
| Florencia "Flo" Fuentes            | Chrissie Fit         | Lamboni Anna           | A Barden Bellas öregdiákja, Guatemalából. A turnéhoz való csatlakozás előtt egy gyümölcslé-kocsin dolgozott.                                                                              |
| Féktelenség                        | Ruby Rose            | Laurinyecz Réka        | Az Evermoist zenekar vezető énekese. |
| Stacie Conrad                      | Alexis Knapp         | Molnár Ilona           | A Barden Bellas öregdiákja, aki túlságosan szexuális megnyilvánulásairól ismert. Pilates oktatóként dolgozik, és bár szeretett volna, terhessége miatt nem tudott csatlakozni a turnéhoz. |
| Jessica Smith                      | Kelley Jakle         | Roatis Andrea          | A Barden Bellák öregdiákjai. |
| Ashley Jones                       | Shelley Regner       | Szabó Zselyke          | A Barden Bellák öregdiákjai. |
| Chicago                            | Matt Lanter          | Juhász Levente         | Amerikai katona, aki a turné alatt vezeti a Bellast, és Chloe szerelme. |
| Theo                               | Guy Burnet           | Horváth-Töreki Gergely | DJ Khaled zenei producere, aki megkedveli Becát. |
| Nyugodtság                         | Andy Allo            | Pekár Adrienn          | Az Evermoist tagjai. |
| Igazság                            | Hannah Fairlight     | Pupos Tímea            | Az Evermoist tagjai. |
| Kegyesség                          | Venzella Joy         | Nádorfi Krisztina      | Az Evermoist dobosa. |
| John Smith                         | John Michael Higgins | Csankó Zoltán          | A cappella kommentátorai, aki sértő dokumentumfilmet készítenek a Bellasról. |
| Gail Abernathy-McKadden-Feinberger | Elizabeth Banks      | Solecki Janka          | A cappella kommentátorai, aki sértő dokumentumfilmet készítenek a Bellasról. |
| Pimp-Lo                            | Moisés Arias         | Kossuth Gábor          | Énekes. |

### Magyar változat
- Bemondó: Bozai József
- Magyar szöveg: Speier Dávid
- Hangmérnök: Hollósi Péter
- Vágó: Kránitz Bence
- Gyártásvezető: Németh Tamás
- Szinkronrendező: Kiss Lajos
- Produkciós vezető: Németh Napsugár, Szabó Nicolette

A szinkront az SDI Media Hungary készítette el.

## A film készítése
2015. április 11-én, egy hónappal a második film bemutatója előtt bejelentették, hogy Rebel Wilson visszatér egy harmadik filmre, bár elmondása szerint nem tudta, hogy Anna Kendrick vagy a többi szereplő is újra elvállalja-e a szerepét. Hozzátette, hogy „benne lenne egy Amy spin-offban” is.  A második film rendezője és producere, Elizabeth Banks szintén elismerte egy harmadik film lehetőségét a Tökéletes hang 2. promóciója során, mondván: „nem lenne őszinte azt állítani, hogy senki sem beszél a Tökéletes hang 3. lehetőségéről.”
2015. június 10-én hivatalosan is megerősítették a harmadik film elkészültét, és bejelentették, hogy Kay Cannon visszatér a forgatókönyvíróként. Június 15-én bejelentették, hogy Anna Kendrick és Rebel Wilson is újra elvállalják szerepeiket, majd július 28-án Brittany Snow is csatlakozott a visszatérő szereplőkhöz. Paul Brooks ismét producerként működött közre a Gold Circle Films részéről, Elizabeth Banks és Max Handelman pedig a Brownstone Productions nevében. 2016. október 27-én hivatalosan bejelentették, hogy Elizabeth Banks visszatér rendezőként, azonban 2016. június 3-án kilépett ebből a szerepből. 2016. szeptember 1-jén megerősítették, hogy Trish Sie veszi át a rendezést. 2017. december 13-án jelentették be, hogy Ruby Rose tárgyalásokat folytat a csatlakozásról, míg Anna Camp visszatérését hivatalosan megerősítették. Kay Cannon írta a forgatókönyvet, amelynek későbbi változatain Mike White és Dana Fox is dolgozott; végül White neve is szerepel a forgatókönyvírók között Cannon mellett.< 2018. január 5-én megtartották az első olvasópróbát, ahol megerősítették, hogy Ester Dean, Hana Mae Lee, Chrissie Fit, Kelley Jakle és Shelley Regner is visszatérnek szerepeikbe, és csatlakozott az énekesnő Andy Allo is Nyugodtság szerepében, aki a Bellas rivális csapat tagja. Bár a vokáldirektor Deke Sharon korábban elárulta, hogy Alexis Knapp is visszatér, ez 2017. február 6-án vált hivatalossá, amikor Knapp Instagramon posztolt egy képet, megerősítve a visszatérését, és másnap már a forgatáson volt, ahol egy rövid cameo-jelenetet vett fel.

### Forgatás
A film forgatási munkálatai 2017. január 5-én kezdődtek, és Atlantában, valamint Cádizban és Nizzában zajlottak. A forgatás 2017. április 3-án fejeződött be.
A záró stáblista tartalmazott bakikat, próbajeleneteket és kulisszák mögötti felvételeket, amelyek bemutatták, hogyan töltötték együtt az időt a színésznők a trilógia három filmjének forgatása alatt.